# Джонатан Раб
Проф. Джонатан Раб (на английски: Jonathan Richard Rabb) е американски политически анализатор, преподавател и писател на исторически трилъри.

## Биография
Джонатан Раб е роден на 1 януари 1964 г. в Принстън, Ню Джърси, САЩ, в семейството на Тамара и Теодор К. Раб. Баща му е заслужил професор по история на Ренесанса и Реформацията в Принстън, а дядо му е историка, автора и филантропа, д-р Оскар Рабинович.
Джонатан Раб е и израснал с убеждението, че бъдещето му ще е в академичните среди. Първоначално завършва с отличие бакалавърска степен по политическа теория в Йейлския университет. По време на следването си пее в акапелната група на университета „Whiffenpoofs“ и се увлича по театъра, като играе различни роли. Неговият брат Джеръми Раб става актьор. Продължава обучението си по политическата теория и получава магистърска степен в Колумбийския университет. Там изнася доклад за модерната политическа мисъл.
През 1991 г. и 1992 г. е стипендиант по програма „Фулбрайт“ в Гьотинген, Германия, и изучава на политическа теория в Института „Макс Планк“. През 1992 г. Раб извършва проучване на загадъчния и завладяващ теоретик от 17 век Самуел фон Пуфендорф. Това проучване му дава вдъхвовение за написването на исторически трилър, като в него се комбинират в едно фактите от историята и изкуството. Той прекарва следващите две години в подготовка на материалите и писане.
През 1998 г. Раб най-после публикува първия си роман „Теория на хаоса“. В него млад професор от Колумбийския университет се забърква в световна конспирация на съвременна терористична група и в издирването на вековен тайнствен ръкопис надминаващ учението на Макиавели. Романът е много добре от критиката и го прави известен.
Три години по-късно излиза вторият му роман „Ръкописът Q“. В него Раб продължава темата за историческите заговори, древните ръкописи и неразрешимите загадки.
На 4 ноември 2001 г. се жени в Ню Марлборо, Масачузетс за Андра Елизабет Рийв, кастинг директор на най-гледаните нюйоркски продукции на телевизия CBS.
След успеха на романите си Джонатан Раб продължава писателската си кариера чрез нова историческа трилогия „Берлин“, в която детективът Николай Хофнер разследва заплетени криминални престъпления сред упадъка и отчаянието в Берлин между двете световни войни. За първия си роман от трилогията „Роза“ печели международната награда „Дашиел Хамет“ през 2006 г.
През юли 2004 г. в семейството му се раждат близнаци и в следващите две години Раб се грижи за тях докато извършва проучвания и пише своя нов роман. Едновременно е инструктор по литература в университета „Creative“ в Ню Йорк и продължава да пише статии и рецензии за „Opera News“ и сборника „I Wish I’d Been There“. В свободното си време намира време за театралната трупа „Blue Hill“ като член на съвета на директорите.
След 22 г., през които Раб е живял в Ню Йорк, през 2008 г. той се мести, със съпругата си и двете си деца, в Савана, Джорджия.
От 2009 г. проф. Раб преподава литература в колежа по Изкуства и дизайн в Савана. Като преподавател той казва: „Моят основен интерес е да науча хората как да изразят себе си, и по-специално как да пишат ефективно. Като писател имам истинска основа в естеството на професията – езика, структурата и изказа. Те се прилагат на всички нива. ... Ангажиран съм също с преподаване на бизнеса на професията. Писателите трябва да разберат как да се ориентират в света на издатели, редактори и агенти, и аз имам опитни очи за всички отношения.“
Романите на Джонатан Раб са преведени на повече от 15 езика.

## Произведения

### Трилогия „Берлин“, детектив Николай Хофнер
1. Роза, Rosa (2005)
2. Сянка и светлина, Shadow and Light (2009)
3. Вторият син, The Second Son (2011)

### Самостоятелни романи
- Теория на хаоса, The Overseer (1998)
- Ръкописът Q, The Book of Q (2001)